# Samsung Galaxy dòng A
Samsung Galaxy A là dòng smartphone tầm trung được sản xuất bởi Samsung Electronics. Mẫu máy đầu tiên trong sê-ri, Samsung Galaxy Alpha, được phát hành vào tháng 9 năm 2014; tiếp theo là Samsung Galaxy A3 và Samsung Galaxy A5 thế hệ đầu tiên, được giới thiệu vào tháng 12 năm 2014.
Sau thông báo về dòng sản phẩm 2017, Samsung tuyên bố sẽ bán tới 20 triệu điện thoại thông minh dòng Galaxy A, nhắm đến người tiêu dùng ở châu Âu, châu Phi, châu Á, Trung Đông và Mỹ Latinh.
Kể từ năm 2018, hầu hết các dòng Galaxy A đều được phát hành cho hầu hết các quốc gia. Galaxy Tab A cũng là một sản phẩm thuộc dòng A và được bán tại hầu hết các quốc gia.

## Mốc thời gian
Samsung Galaxy Alpha
Samsung Galaxy Alpha được giới thiệu vào ngày 13 tháng 8 năm 2014 và được phát hành vào tháng 9 năm 2014. Là một thiết bị cao cấp, Galaxy Alpha là điện thoại thông minh đầu tiên của Samsung được tích hợp khung kim loại và các vật liệu cao cấp hơn, mặc dù phần còn lại của bề ngoài vẫn giống với các mẫu trước đây như Galaxy S5. Nó cũng kết hợp chip Qualcomm Snapdragon 801 hoặc chip Exynos 5430 mới của Samsung, đây là chip di động đầu tiên sử dụng quy trình sản xuất 20 nanomet. Tuy nhiên, Galaxy Alpha nhận được nhiều ý kiến trái chiều: mặc dù được khen ngợi về thiết có chất lượng cao hơn so với cấu trúc nhựa tiện dụng của các mẫu Galaxy trước đó, thiết bị đã bị chê bai vì thông số kỹ thuật khiêm tốn so với Galaxy S5, với Alpha bị chê bai vì thiếu khả năng kháng nước, màn hình độ phân giải thấp hơn (720p so với 1080p) và không có khe cắm MicroSD để mở rộng lưu trữ. Alpha cũng có mức giá quá cao so với điện thoại thông minh "tầm trung", mặc dù nó cũng sử dụng chip Snapdragon 801 như Galaxy S5, hầu hết các điện thoại trước đây có Snapdragon 801 đã có mặt trên thị trường trong nhiều tháng và giá đã giảm. Sau khi ra mắt, Giám đốc điều hành của Samsung Electronics, ông JK Shin đã giải thích rằng Alpha được "chế tạo và thiết kế dựa trên mong muốn cụ thể của thị trường". Công ty đã quảng cáo rằng Galaxy Alpha sẽ đánh dấu một "phương pháp thiết kế mới" cho các sản phẩm của Samsung và các đặc điểm từ Alpha có thể xuất hiện trên các mẫu Samsung trong tương lai. Hệ điều hành của Alpha dựa trên Android 4.4.4 "KitKat" với phiên bản TouchWiz UI riêng. Một số bản cập nhật đã được phát hành trên toàn thế giới và vào tháng 4 năm 2015, sản phẩm đã được nâng cấp lên Android 5.0.2 "Lollipop" thông qua bản cập nhật OTA.
Samsung Galaxy Tab A
Vào tháng 3 năm 2016, Samsung đã giới thiệu dòng Galaxy Tab A với màn hình 8.0 inch và 9.7 inch, bút S Pen, cũng như các ứng dụng Microsoft có sẵn. Đây là thiết bị dòng A đầu tiên có bút S Pen tương đương với dòng Note.
Samsung Galaxy A (Dòng 2016)
Các tính năng mới đã được giới thiệu trong Dòng Galaxy A 2016 bao gồm tích hợp kim loại và kính, NFC hỗ trợ Samsung Pay, tính năng sạc nhanh của Samsung và cải thiện tuổi thọ pin. Dòng Galaxy A (2016) tương tự như Galaxy S6 và các flagship Galaxy Note 5, được phát hành lần lượt vào tháng 4 năm 2015 và tháng 8 năm 2015.
Samsung Galaxy A (Dòng 2017)
Vào tháng 1 năm 2017, Samsung đã tiết lộ phiên bản 2017 của dòng Galaxy A. Các tính năng mới được cải tiến bao gồm camera trước và sau 16 megapixel, chip set Exynos 7 Octa 7880 SoC, màn hình kính 3D (tương tự Samsung Galaxy S6 edge +, Galaxy Note 5 và Galaxy S7), cảm biến áp kế, con quay hồi chuyển và chứng nhận kháng nước và bụi chuẩn IP68 cũng như hỗ trợ cho Gear 360 (2017). Thiết kế mới của dòng này rất giống với Galaxy S7 và S7 Edge, được phát hành vào tháng 3 năm 2016.
Samsung Galaxy A (Dòng 2018)
Dòng Galaxy A 2018 được giới thiệu với vô số tính năng cao cấp như Màn hình vô cực, Chứng nhận IP (A8 & A8 +), Giao diện người dùng Samsung Experience, Sạc nhanh, mặt lưng kính, Nhiều camera phía sau hỗ trợ PDAF, Always-on-Display và một cảm biến vân tay gắn phía sau
Samsung Galaxy A (Dòng 2019)
Nhà sản xuất thiết bị Hàn Quốc Samsung đã giới thiệu loạt điện thoại thông minh Galaxy A vào ngày 28 tháng 2 năm 2019 với rất nhiều thông số kỹ thuật và tính năng cao cấp như camera đa ống kính, màn hình vô cực mới, phần mềm Samsung One UI mới, cảm biến vân tay trên màn hình, pin lớn hơn với công nghệ sạc nhanh, chipset mạnh hơn, RAM và lưu trữ lớn. Tính năng quay video chống rung xuất hiện trở lại sau khi bị biến mất khỏi Galaxy A sê-ri 2017 . Loạt sản phẩm bao gồm 18 sản phẩm - A10, A10s, A10e, A2 Core, A20, A20s, A20e, A30, A30s, A40, A40s, A50, A50s, A60, A70, A70s, A80 và A90 5G.
Samsung Galaxy A (Dòng 2020)
Thế hệ Galaxy A 2020 đã được ra mắt vào ngày 12/12/2019 với nhiều cải tiến mới ấn tượng, lần đầu tiên với camera macro chụp cận cảnh ấn tượng, camera độ phân giải cao lên đến 64MP, cùng với thiết kế màn hình Infinity-O độc đáo, sạc nhanh lên đến 25W trên Galaxy A71.
Dòng A 2020 gồm 16 sản phẩm: A3 Core, A01 Core, A01, A11, A21, A21s, A31, A41, A51, A51 5G, A71, A71 5G, A Quantum (chiếc điện thoại với công nghệ mã hóa lượng tử đầu tiên trên thế giới đến từ Samsung), A51 5G UW và A71 5G UW.
Samsung Galaxy A (Dòng 2021)
Thế hệ Galaxy A 2021 gồm 13 thiết bị là: Galaxy A02, A02s, A12, A22, A22 5G, A22s 5G, A32, A32 5G, A42 5G (ra mắt tháng 9, 2020), A52, A52 5G, A52s 5G và A72.
Samsung Galaxy A (Dòng 2022)
Thế hệ Galaxy A 2022 bao gồm các thiết bị điện thoại là: Galaxy A03, A13, A23, A23 5G, A33 5G, A53 5G, A73 5G; (ra mắt vào năm 2021): A03s. Samsung Galaxy A33 5G, A53 5G, A73 5G có kháng nước, kháng bụi IP67.
Samsung Galaxy A (Dòng 2023)
Thế hệ Galaxy A 2023 bao gồm các thiết bị: Galaxy A14 5G, A14, A05, A05s, A34 5G, A54 5G. Các thiết bị ra mắt vào năm 2022: A04, A04e, A04s. Các thiết bị Samsung Galaxy A34 5G, A54 5G có kháng nước, kháng bụi IP67.

## Điện thoại

### Dòng 2014-15 (thế hệ đầu tiên)
Samsung Galaxy Alpha

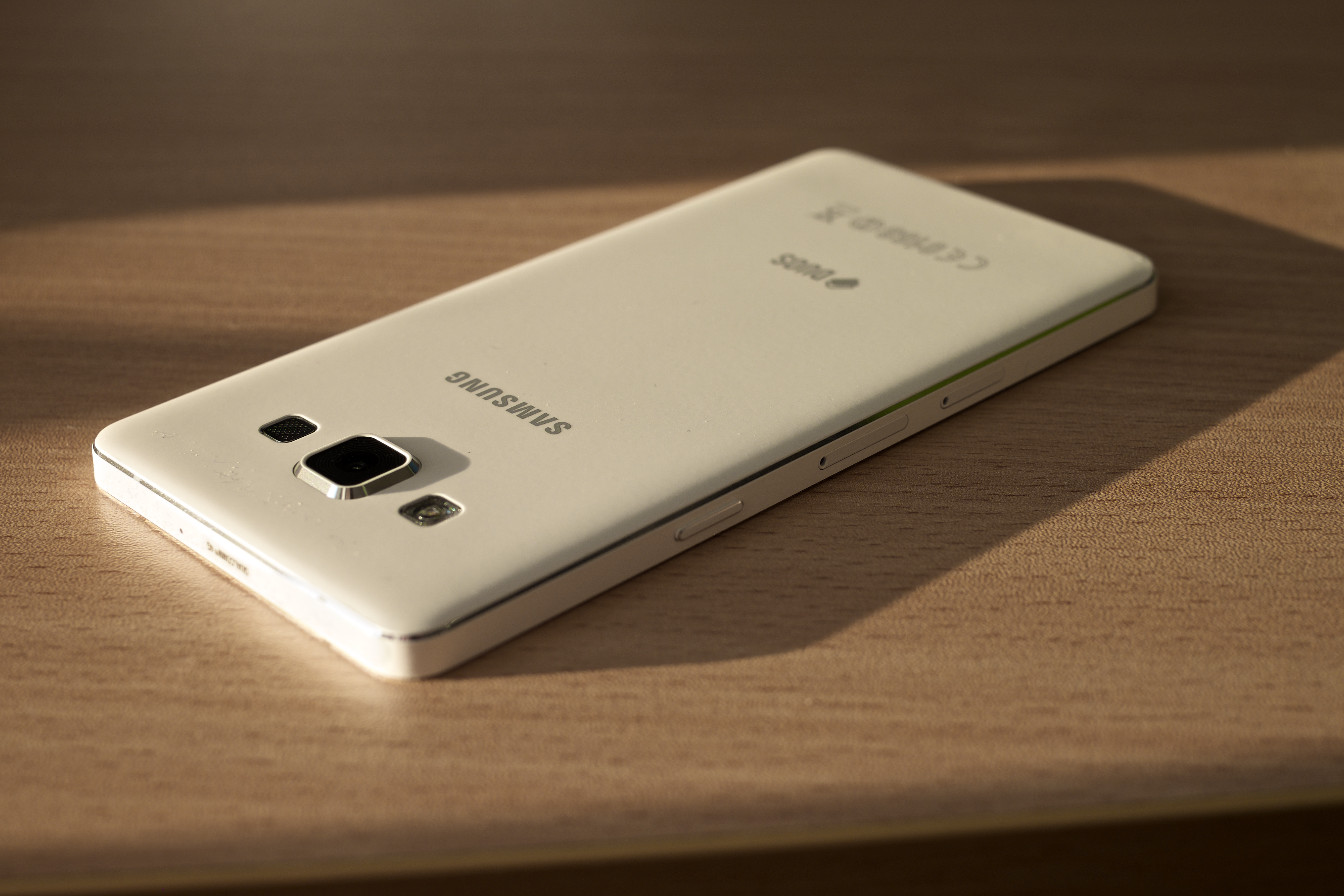
Samsung Galaxy A5 (2015)

- Màn hình Super AMOLED 4,7" (1.280 x 720 điểm)
- Android 4.4.4 (Kitkat) (Hiện tại: Android 5.0.2 Lollipop)
- Samsung Exynos 5430 Octa
- ROM 32 GB / RAM 2 GB
- Camera sau 12 MP / 2.1 MP
- Pin 1.860 mAh

Samsung Galaxy A5
- Màn hình Super AMOLED 5.0" (1.280 x 720 điểm)
- Android 4.4.4 (Kitkat) (Hiện tại: Android 7.0 (Nougat)
- Qualcomm Snapdragon 410
- ROM 16 GB / RAM 2 GB
- Camera sau 13 MP / 5 MP
- Pin 2.300 mAh

Samsung Galaxy A7
- Màn hình Super AMOLED 5,5" (1.920 x 1.080 điểm)
- Android 4.4.4 (Kitkat) (Hiện tại: Android 7.0 (Nougat)
- Samsung Exynos 5430 Octa
- ROM 16 GB / RAM 2 GB
- Camera sau 13 MP / 5 MP
- Pin 2.600 mAh

Samsung Galaxy A8
- Màn hình Super AMOLED 5,7" (1.920 x 1.080 điểm)
- Android 5.1.1 (Lollipop) (Hiện tại: Android 7.0 (Nougat)
- Qualcomm Snapdragon 615
- ROM 32 GB / RAM 2 GB
- Camera sau 16 MP / 5 MP
- Pin 3.050 mAh

### Dòng 2016 (thế hệ thứ 2)
Samsung Galaxy A3 (2016)
- Màn hình Super AMOLED 4,7" (1.280 x 720 điểm)
- Android 5.1.1 (Lollipop) (Hiện tại: Android 7.0 Nougat)
- Samsung Exynos 7578 Octa
- ROM 16 GB / RAM 1,5 GB
- Camera sau 13 MP / 5 MP
- Pin 2.300 mAh

Samsung Galaxy A5 (2016)
- Màn hình Super AMOLED 5,2" (1.920 x 1.080 điểm)
- Android 5.1.1 (Lollipop) (Hiện tại: Android 7.0 Nougat)
- Samsung Exynos 7580 Octa
- ROM 16 GB / RAM 2 GB
- Camera sau 13 MP / 5 MP
- Pin 2.900 mAh

Samsung Galaxy A7 (2016)
- Màn hình Super AMOLED 5,5" (1.920 x 1.080 điểm)
- Android 5.1.1 (Lollipop) (Hiện tại: Android 7.0 Nougat)
- Samsung Exynos 7580 Octa
- ROM 16 GB / RAM 3 GB
- Camera sau 13 MP / 5 MP
- Pin 3.300 mAh

Samsung Galaxy A9
- Màn hình Super AMOLED 6.0" (1.920 x 1.080 điểm)
- Android 5.1.1 (Lollipop) (Hiện tại: Android 6.0.1 Marshmallow)
- Qualcomm Snapdragon 652
- ROM 32 GB / RAM 3 GB
- Camera sau 13 MP / 8 MP
- Pin 4.000 mAh

Samsung Galaxy A9 Pro
- Màn hình Super AMOLED 6.0" (1.920 x 1.080 điểm)
- Android 6.0.1 (Marshmallow) (Hiện tại: Android 8.0 Oreo)
- Qualcomm Snapdragon 652
- ROM 32 GB / RAM 4 GB
- Camera sau 16 MP / 8 MP
- Pin 5.000 mAh

Samsung Galaxy A8 (2016)
- Màn hình Super AMOLED 5,7" (1.920 x 1.080 điểm)
- Android 6.0.1 (Marshmallow) (Hiện tại: Android 8.0 Oreo)
- Samsung Exynos 7420 Octa
- ROM 32 GB / RAM 3 GB
- Camera sau 16 MP / 8 MP
- Pin 3.300 mAh

### Dòng 2017 (thế hệ thứ 3)
Samsung Galaxy A3 (2017)
- Màn hình Super AMOLED 4,7" (720 x 1.280 điểm)
- Android 6.0.1 (Marshmallow) (Hiện tại: Android 8.0 Oreo)
- Samsung Exynos 7870 Octa
- ROM 16 GB / RAM 2 GB
- Camera sau 13 MP / 8 MP
- Pin 2.350 mAh

Samsung Galaxy A5 (2017)
- Màn hình Super AMOLED 5,2" (1.920 x 1.080 điểm)
- Android 6.0.1 (Marshmalllow) (Hiện tại: Android 8.0 Oreo)
- Samsung Exynos 7880 Octa
- ROM 32 GB / RAM 3 GB
- Camera sau 16 MP / Camera trước 16 MP
- Pin 3.000 mAh

Samsung Galaxy A7 (2017)
- Màn hình Super AMOLED 5,7" (1.920 x 1.080 điểm)
- Android 6.0.1 (Marshmallow) (Hiện tại: Android 8.0 Oreo)
- Samsung Exynos 7880 Octa
- ROM 32 GB / RAM 3 GB
- Camera sau 16 MP / Camera trước 16 MP
- Pin 3.600 mAh

### Dòng 2018 (thế hệ thứ 4)
Samsung Galaxy A8 (2018)
- Màn hình vô cực Super AMOLED FHD+ 5,6" (2.220 x 1.080 điểm)
- Android 7.1.1 (Nougat) (Hiện tại: Android 9.0 Pie)
- Samsung Exynos 7885 Octa
- ROM 32 GB / RAM 4 GB
- Camera sau 16 MP
- Camera chính 16 MP, Camera trước xóa phông 8 MP
- Pin 3.000 mAh
- Cảm biến vân tay, IP68, Always-on-Display, sạc nhanh

Samsung Galaxy A8+ (2018)
- Màn hình vô cực Super AMOLED FHD+ 6.0" (2.220 x 1.080 điểm)
- Android 7.1.1 (Nougat) (Hiện tại: Android 9.0 Pie)
- Samsung Exynos 7885 Octa
- ROM 64 GB / RAM 6 GB
- Camera sau 16 MP
- Camera chính 16 MP, Camera trước xóa phông 8 MP
- Pin 3.500 mAh
- Cảm biến vân tay, IP68, Alwags-on-Display, sạc nhanh

Samsung Galaxy A6
- Màn hình vô cực Super AMOLED HD+ 5,6" (720 x 1.480 điểm)
- Android 8.0 (Oreo) (Hiện tại: Android 10 Q)
- Samsung Exynos 7870 Octa
- ROM 32 GB / RAM 3 GB
- Camera sau 16 MP
- Camera trước 16 MP
- Pin 3.000 mAh
- Cảm biến vân tay

Samsung Galaxy A6+
- Màn hình vô cực Super AMOLED FHD+ 6.0" (2.220 x 1.080 điểm)
- Android 8.0 (Oreo) (Hiện tại: Android 10 Q)
- Qualcomm Snapdragon 450
- ROM 64 GB / RAM 4 GB
- Camera chính 16 MP, camera sau xóa phông 5 MP
- Camera trước 24 MP
- Pin 3.500 mAh
- Cảm biến vân tay, Always-on-Display

Samsung Galaxy A8 Star
- Màn hình vô cực Super AMOLED FHD+ 6,3" (2.220 x 1.080 điểm)
- Android 8.0 (Oreo) (Hiện tại: Android 10 Q)
- Qualcomm Snapdragon 660
- ROM 64 GB / RAM 4 GB
- Camera sau 24 MP, 16 MP / 24 MP
- Pin 3.700 mAh
- Cảm biến dấu vân tay

Samsung Galaxy A7 (2018)
- Màn hình vô cực Super AMOLED FHD+ 6.0" (2.220 x 1.080 điểm)
- Android 8.0 (Oreo) (Hiện tại: Android 10 Q)
- Samsung Exynos 7885 Octa
- ROM 64 GB / RAM 4 GB
- Camera chính 24 MP, 8 MP góc rộng, xóa phông 5 MP
- Camera trước 24 MP
- Pin 3.300 mAh
- Cảm biến vân tay, Always-on-Display, Dolby Atmos

Samsung Galaxy A9 (2018)
- Màn hình vô cực Super AMOLED FHD+ 6,3" (2.220 x 1.080 điểm)
- Android 8.0 (Oreo) (Hiện tại: Android 10 Q)
- Qualcomm Snapdragon 660
- ROM 128 GB / RAM 6 GB
- Camera chính 24 MP, Telephoto 10 MP, 8 MP góc rộng, xóa phông 5 MP
- Camera trước 24 MP
- Pin 3.800 mAh
- Cảm biến vân tay, Always-on-Display, Dolby Atmos, Sạc nhanh

Samsung Galaxy A6s
- Màn hình Super AMOLED FHD+ 6.0" (2.160 x 1.080 điểm)
- Android 8.0 (Oreo)
- Qualcomm Snapdragon 660
- ROM 64 GB / RAM 6 GB
- Camera sau 12 MP, 2 MP
- Camera trước 12 MP
- Pin 3.300 mAh
- Cảm biến vân tay

Samsung Galaxy A8s
Samsung Galaxy A8s là điện thoại đầu tiên có lỗ khuyết trên màn hình như Samsung gọi là "Màn hình vô cực - Infinity-O Display". Ngoài ra, đây là điện thoại Samsung đầu tiên loại bỏ giắc cắm tai nghe 3,5mm.
- Màn hình IPS LCD FHD+ 6,4" (2.340 x 1.080 điểm)
- Android 8.1 (Oreo)
- Qualcomm Snapdragon 710
- ROM 64 GB / RAM 6 GB
- Camera sau 24 MP, 10 MP, 5 MP
- Camera trước 24 MP
- Pin 3.400 mAh
- Cảm biến vân tay

### Dòng 2019 (thế hệ thứ 5)
Samsung Galaxy A10 

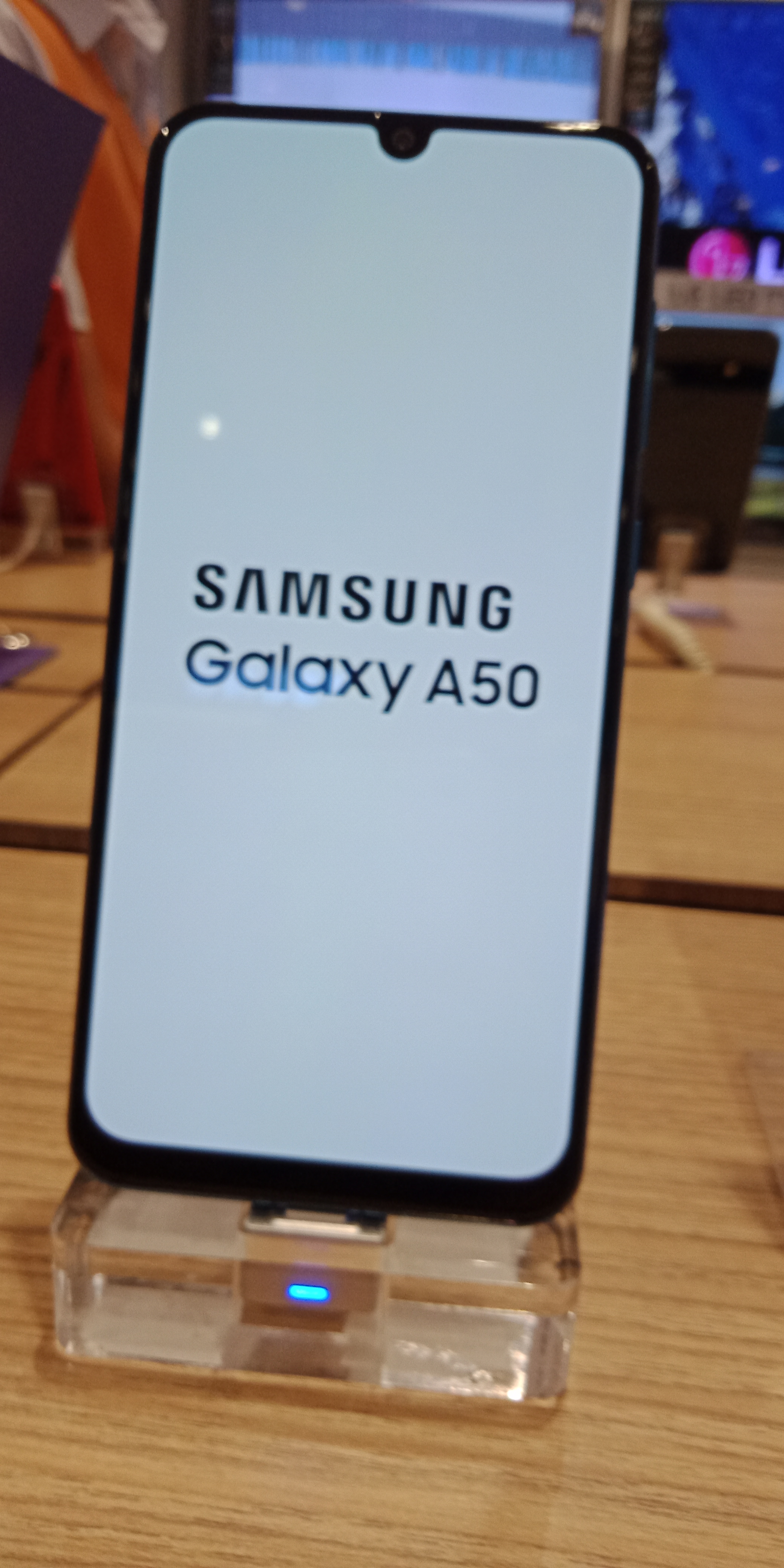
Màn hình Samsung Galaxy A50

- Màn hình vô cực Infinity-V IPS TFT HD+ 6.2" (720 x 1520 điểm)
- Android 9.0 (Pie); One UI
- Samsung Exynos 7884 8 nhân
- ROM 32 GB / RAM 2 GB
- Camera sau 13 MP
- Camera trước 5 MP
- Pin 3.400 mAh

Samsung Galaxy A10s
- Màn hình vô cực Infinity-V IPS TFT HD+ 6.2" (720 x 1520 điểm)
- Android 9.0 (Pie); One UI
- Mediatek Helio P22 8 nhân
- ROM 32 GB/ RAM 2 GB
- Camera sau 13+2 MP
- Camera trước 8 MP
- Pin 4000 mAh
- Cảm biến vân tay

Samsung Galaxy A20e 
- Màn hình vô cực Infinity-V IPS LCD HD+ 5,8" (720 x 1560 điểm)
- Android 9.0 (Pie); One UI
- Samsung Exynos 7884 8 nhân
- ROM 32 GB / RAM 3 GB
- Camera sau 13+5 MP
- Camera trước 8 MP
- Pin 3.000 mAh
- Cảm biến vân tay

Samsung Galaxy A20 
- Màn hình vô cực Infinity-V Super AMOLED HD+ 6,4" (720 x 1560 điểm)
- Android 9.0 (Pie); One UI
- Samsung Exynos 7884 8 nhân
- ROM 32 GB / RAM 3 GB
- Camera sau 13+5 MP
- Camera trước 8 MP
- Pin 4.000 mAh
- Cảm biến vân tay

Samsung Galaxy A20s
- Màn hình vô cực Infinity-V IPS LCD HD+ 6,5" (720 x 1560 điểm)
- Android 9.0 (Pie); One UI
- Snapdragon 450 8 nhân
- ROM 32 hoặc 64 GB / RAM 3 hoặc 4 GB
- Camera sau 13+8+5 MP
- Camera trước 8 MP
- Pin 4000 mAh
- Cảm biến vân tay, sạc nhanh 15W

Samsung Galaxy A30 
- Màn hình vô cực Infinity-U Super AMOLED FHD+ 6,4" (1080 x 2340 điểm)
- Android 9.0 (Pie);One UI
- Samsung Exynos 7904 8 nhân
- ROM 32 hoặc 64 GB / RAM 3 hoặc 4 GB
- Camera sau 16+5 MP
- Camera trước 16 MP
- Pin 4.000 mAh
- Cảm biến vân tay, sạc nhanh 15W

Samsung Galaxy A30s
- Màn hình vô cực Infinity-V Super AMOLED HD+ 6,4" (720 x 1560 điểm)
- Android 9.0 (Pie);One UI
- Samsung Exynos 7904 8 nhân
- ROM 32 hoặc 64 GB / RAM 3 hoặc 4 GB
- Camera sau 25+8+5 MP
- Camera trước 16 MP
- Pin 4.000 mAh
- Cảm biến vân tay, sạc nhanh 15W

Samsung Galaxy A40 
- Màn hình vô cực Infinity-U Super AMOLED FHD+ 5,9" (1080 x 2280 điểm)
- Android 9.0 (Pie); One UI
- Samsung Exynos 7885 8 nhân
- ROM 64 GB / RAM 4 GB
- Camera sau 16+5 MP
- Camera trước 25 MP
- Pin 3.100 mAh
- Cảm biến vân tay, sạc nhanh 15W

Samsung Galaxy A40s (Phiên bản quốc tế với tên Galaxy M30)
- Màn hình vô cực Infinity-U Super AMOLED FHD+ 6,4" (1080 x 2340 điểm)
- Android 8.1 (Oreo); Samsung Experience 9.5
- Samsung Exynos 7904 8 nhân
- ROM 64 hoặc 128 GB / Ram 4 hoặc 6 GB
- Camera sau 13+5+5 MP
- Camera trước 16 MP
- Pin 5000 mAh
- Cảm biến vân tay, sạc nhanh 15W

Samsung Galaxy A50 
- Màn hình vô cực Infinity-U Super AMOLED FHD+ 6,4" (1080 x 2340 điểm)
- Android 9.0 (Pie); One UI
- Samsung Exynos 9610 8 nhân
- ROM 128 GB / RAM 6 GB hoặc ROM 64 GB / RAM 4 GB
- Camera sau 25 MP, 8 MP, 5 MP
- Camera trước 25 MP
- Pin 4.000 mAh
- Cảm biến vân tay (trên màn hình), Sạc nhanh 15W

Samsung Galaxy A50s
- Màn hình vô cực Infinity-U Super AMOLED FHD+ 6,4" (1080 x 2340 điểm)
- Android 9.0 (Pie); One UI
- Samsung Exynos 9610 8 nhân
- ROM 128 GB / RAM 6 GB (không bán ở Việt Nam) hoặc ROM 64 GB / RAM 4 GB
- Camera sau 48 MP, 8 MP, 5 MP
- Camera trước 32 MP
- Pin 4.000 mAh
- Cảm biến vân tay (trên màn hình), Sạc nhanh 15W

Samsung Galaxy A60  (phiên bản quốc tế với tên Galaxy M40) 
- Màn hình vô cực Infinity-O Super AMOLED FHD+ 6,3" (1080 x 2340 điểm)
- Android 9.0 (Pie); One UI
- Qualcomm Snapdragon 675 8 nhân
- ROM 128 GB / RAM 6 GB
- Camera sau 32+8+5 MP
- Camera trước 32 MP
- Pin 3.500 mAh
- Cảm biến vân tay, sạc nhanh 15W

Samsung Galaxy A70 
- Màn hình Infinity-U Super AMOLED FHD+ 6,7" (1080 x 2400 điểm)
- Android 9.0 (Pie); One UI
- Qualcomm Snapdragon 675 8 nhân
- ROM 128 GB / RAM 6 hoặc 8 GB* (*:Không bán ở Việt Nam)
- Camera sau 32+8+5 MP
- Camera trước 32 MP
- Pin 4.500 mAh
- Quét vân tay (trên màn hình), Sạc siêu nhanh 25W

Samsung Galaxy A70s(Không bán ở Việt Nam)
- Màn hình Infinity-U Super AMOLED FHD+ 6,7" (1080 x 2400 điểm)
- Android 9.0 (Pie); One UI
- Qualcomm Snapdragon 675 8 nhân
- ROM 128 GB / RAM 6 hoặc 8 GB
- Camera sau 64+8+5 MP
- Camera trước 32 MP
- Pin 4.500 mAh
- Quét vân tay (trên màn hình), Sạc siêu nhanh 25W

Samsung Galaxy A80
- Màn hình vô cực mới Super AMOLED FHD+ 6,7" (1080 x 2400 điểm)
- Android 9.0 (Pie); One UI
- Snapdragon 730G nhân
- ROM 128 GB / RAM 8 GB
- Camera sau 48+8 MP+ToF
- Camera lùi lật về phía trước
- Pin 3700 mAh
- Cảm biến vân tay (trên màn hình), Sạc siêu nhanh 25W

Samsung Galaxy A90 5G (Không bán tại Việt Nam)
- Màn hình Infinity-U, Super AMOLED, 6.7", FHD+
- Snapdragon 855 8 nhân
- ROM 128 GB / RAM 6 hoặc 8 GB
- Tích hợp 5G
- Camera sau 48+8+5 MP
- Camera trước 32 MP
- Pin 4500 mAh
- Cảm biến vân tay (trên màn hình), Sạc siêu nhanh 25W

### Dòng 2020 (thế hệ thứ 6)
Galaxy A01
- Màn hình Infinity-V, PLS TFT HD+ 5,7" (720 x 1560 điểm)
- Android 10 (Q); One UI 2
- Snapdragon 439 8 nhân
- ROM 16 GB / RAM 2 GB
- Camera sau 13+2 MP
- Camera trước 5 MP
- Pin 3000 mAh

Galaxy A11
- Màn hình Infinity-O, PLS TFT HD+ 6.4" (720 x 1560 điểm)
- Android 10 (Q); One UI 2
- Snapdragon 450 8 nhân
- ROM 32 GB / RAM 3 GB
- Camera sau 13+8+2 MP
- Camera trước 8 MP
- Pin 4000 mAh
- Cảm biến vân tay, sạc nhanh 15W

Galaxy A21
- Màn hình Infinity-O, SAmoled HD+ 6.5" (720 x 1600 điểm)
- Android 10 (Q); One UI 2
- Mediatek Helio P35 8 nhân
- ROM 32 GB / RAM 3 GB
- Camera sau 16+8+2+2 MP
- Camera trước 13 MP
- Pin 4000 mAh
- Cảm biến vân tay, sạc nhanh 15W

Galaxy A21s
- Màn hình Infinity-O, PLS TFT HD+ 6.5" (720 x 1600 điểm)
- Android 10 (Q); One UI 2
- Exynos 850 8 nhân
- ROM 32 GB / RAM 3 GB hoặc ROM 64 GB / RAM 4 hoặc 6 GB
- Camera sau 48+8+2+2 MP
- Camera trước 16 MP
- Pin 5000 mAh
- Cảm biến vân tay, sạc nhanh 15W

Galaxy A31
- Màn hình Infinity-U, SAmoled FHD+ 6.4" (1080 x 2400 điểm)
- Android 10 (Q); One UI 2
- Mediatek Helio P65 8 nhân
- ROM 128 GB / RAM 6 GB
- Camera sau 48+8+5+5 MP
- Camera trước 20 MP
- Pin 5000 mAh
- Cảm biến vân tay dưới màn hình, sạc nhanh 15W

Galaxy A51
- Màn hình Infinity-O, Super AMOLED FHD+ 6,5" (1080 x 2400 điểm)
- Android 10 (Q); One UI 2
- Exynos 9611 8 nhân
- ROM 128 GB / RAM 6 GB hoặc 8 GB (Vừa bổ sung tại Việt Nam)
- Camera sau 48+12+5+5 MP
- Camera trước 32 MP
- Pin 4000 mAh
- Cảm biến vân tay dưới màn hình, sạc nhanh 15W

Galaxy A51 5G
- Màn hình Infinity-O, Super AMOLED FHD+ 6,5" (1080 x 2400 điểm)
- Android 10 (Q); One UI 2
- Exynos 980 5G 8 nhân
- ROM 128 GB / RAM 6 GB hoặc 8 GB
- Camera sau 48+12+5+5 MP
- Camera trước 32 MP
- Pin 4500 mAh
- Cảm biến vân tay dưới màn hình, sạc nhanh 15W

Galaxy A71
- Màn hình Infinity-O, Super AMOLED FHD+ 6,5" (1080 x 2400 điểm)
- Android 10 (Q); One UI 2
- Qualcomm Snapdragon 730 8 nhân
- ROM 128 GB / RAM 8 GB
- Camera sau 64+12+5+5 MP
- Camera trước 32 MP
- Pin 4500 mAh
- Cảm biến vân tay dưới màn hình, sạc siêu nhanh 25W

Galaxy A71 5G
- Màn hình Infinity-O, Super AMOLED FHD+ 6,7" (1080 x 2400 điểm)
- Android 10 (Q); One UI 2
- Exynos 980 5G 8 nhân
- ROM 128 GB / RAM 8 GB
- Camera sau 64+12+5+5 MP
- Camera trước 32 MP
- Pin 4500 mAh
- Cảm biến vân tay dưới màn hình, sạc siêu nhanh 25W

### Dòng 2021 (thế hệ thứ 7)
- Samsung Galaxy A52
- Samsung Galaxy A12
- Samsung Galaxy A02
- Samsung Galaxy A02s
- Samsung Galaxy A03s
- Màn hình Infinity-O, PLS LCD HD+ 6,5'' (720 x 1600 điểm)
- Android 11 (Q); One UI 3.1
- Helio P35 8 nhân
- ROM 64GB / RAM 4GB
- Camera sau 13+2+2 MP
- Camera trước 5 MP
- Pin 5000 mAh
- Cảm biến vân tay cạnh nguồn,sạc nhanh 7.8W
- Samsung Galaxy A52 5G
- Samsung Galaxy A52s 5G
- Samsung Galaxy A72 5G
- Samsung Galaxy A22
- Samsung Galaxy A22 5G
- Samsung Galaxy A22s 5G
- Samsung Galaxy A32
- Samsung Galaxy A32 5G
- Máy tính bảng

### Dòng Samsung Galaxy Ax3 (2022)
Samsung giới thiệu dòng Galaxy A 2022 vào tháng 8 năm 2021. Dòng này giới thiệu màn hình lớn hơn (trên cả phiên bản LTE và 5G so với thế hệ trước chỉ dành riêng cho phiên bản 5G), nhiều nâng cấp về camera và sự trở lại của tùy chọn màu đào của thiết bị sau khi nó vắng mặt ở hai thế hệ trước.
Dòng sản phẩm này hiện bao gồm chín mẫu hoặc có thể nhiều hơn tùy thuộc vào quốc gia hoặc khu vực. – Galaxy A03 Core , Galaxy A03 , Galaxy A03s , Galaxy A13 , Galaxy A13 5G , Galaxy A23 , Galaxy A23 5G , Galaxy A33 5G , Galaxy A53 5G , Galaxy A73 5G

### Dòng Samsung Galaxy Ax4 (2023)
Samsung giới thiệu dòng Galaxy A 2023 vào năm 2022.
Dòng sản phẩm này hiện bao gồm chín mẫu hoặc có thể nhiều hơn tùy thuộc vào quốc gia hoặc khu vực. – Galaxy A04e , Galaxy A04 , Galaxy A04s , Galaxy A14 , Galaxy A14 5G , Galaxy A24 , Galaxy A34 5G , Galaxy A54 5G